# Guglielmo Maetzke
Guglielmo Maetzke (Firenze, 12 luglio 1915 – Firenze, 19 marzo 2008) è stato un archeologo ed etruscologo italiano.

## Biografia
Allievo dell'etruscologo Massimo Pallottino, ha diretto importanti campagne di scavo in Toscana, Lazio, Campania e Sardegna.
Tra il 1940 e il 1960, insieme a Pallottino, riportò alla luce edifici pubblici, termali e quartieri di epoca romana a Porto Torres, dove condusse anche gli scavi della basilica di San Gavino, importante edificio paleocristiano. Tra gli altri, si ricordano gli scavi di tombe etrusche condotti nel territorio di Chiusi.
Nel 1958 fondò a Sassari la Soprintendenza archeologica per le province di Sassari e Nuoro, di cui fu il primo direttore. Dal 1966 al 1980 fu direttore della Soprintendenza alle antichità dell'Etruria. Fu anche presidente dell'Istituto nazionale di studi etruschi ed italici e presidente dell'Accademia etrusca di Cortona.

## Pubblicazioni
- Fibbie barbariche da Tissi e da Siligo, Studi sardi XVI, 1958-59
- Siligo (Sassari). Resti di edificio romano e tombe di epoca tardo imperiale intorno a S. Maria di Mesomundu, Notizie degli Scavi di Antichità, 1965
- Mario Moretti, Guglielmo Maetzke, The Art of the Etruscans, publication Harry N. Abrams, Inc, New York, 1970. ISBN 080140021X ISBN 9780801400216
- Scavi e scoperte nel campo dell'archeologia cristiana negli ultimi dieci anni, in Toscana ed in Sardegna, Atti del II congresso nazionale di archeologia cristiana, Matera 25-31 maggio 1969, Roma, 1971
- Monte Agellu. Le origini della basilica di San Gavino di Porto Torres secondo le testimonianze archeologiche, Sassari 1989
- Castelsecco (Arezzo), Una esegesi sulla scena del teatro etrusco-italico, in Incontro di studio in memoria di Massimo Pallottino, Pisa 1999
- Guglielmo Maetzke, Istituto nazionale di studi etruschi ed italici, Luisa Tamagno Perna, La Coroplastica Templare Etrusca Fra Il IV E Il II Secolo A.C.: Atti Del XVI, Convegno Di Studi Etruschi e Italici, Orbetello, 25-29 aprile 1988, edizioni L.S. Olschki, 1992 ISBN 9788822239044
- Patrizia Gastaldi, Guglielmo Maetzke, La Presenza etrusca nella Campania meridionale : atti delle giornate di studio, Salerno-Pontecagnano, 16-18 novembre 1990, edizioni Leo S. Olschki, Firenze, 1994. ISBN 8822242610